# Optioservus fastiditus
Optioservus fastiditus is een keversoort uit de familie beekkevers (Elmidae). De wetenschappelijke naam van de soort werd in 1850 gepubliceerd door John Lawrence LeConte.